# Chad Kilger
Chad William Lawrence Kilger, född 27 november 1976, är en kanadensisk före detta professionell ishockeyforward som tillbringade tolv säsonger i den nordamerikanska ishockeyligan National Hockey League (NHL), där han spelade för ishockeyorganisationerna Mighty Ducks of Anaheim, Winnipeg Jets, Phoenix Coyotes, Chicago Blackhawks, Edmonton Oilers, Montreal Canadiens och Toronto Maple Leafs. Han producerade 218 poäng (107 mål och 111 assists) samt drog på sig 363 utvisningsminuter på 714 grundspelsmatcher. Kilger spelade också för Springfield Falcons och Hamilton Bulldogs i American Hockey League (AHL) och Kingston Frontenacs i Ontario Hockey League (OHL).
Han draftades i första rundan i 1995 års draft av Mighty Ducks of Anaheim som fjärde spelaren totalt.
Efter spelarkarriären arbetar Kilger som brandman i sin födelsestad Cornwall i Ontario.

## Statistik
| Källa: Utv = Utvisningsminuter | Källa: Utv = Utvisningsminuter                       | Källa: Utv = Utvisningsminuter                       |                                                      | Grundserie                                           | Grundserie                                           | Grundserie                                           | Grundserie                                           | Grundserie                                           |                                                      | Slutspel                                             | Slutspel                                             | Slutspel                                             | Slutspel                                             | Slutspel                                             |
| Säsong                         | Lag                                                  | Liga                                                 | Matcher                                              | Mål                                                  | Assist                                               | Poäng                                                | Utv                                                  | Matcher                                              | Mål                                                  | Assist                                               | Poäng                                                | Utv                                                  |                                                      |                                                      |
| ------------------------------ | ---------------------------------------------------- | ---------------------------------------------------- | ---------------------------------------------------- | ---------------------------------------------------- | ---------------------------------------------------- | ---------------------------------------------------- | ---------------------------------------------------- | ---------------------------------------------------- | ---------------------------------------------------- | ---------------------------------------------------- | ---------------------------------------------------- | ---------------------------------------------------- | ---------------------------------------------------- | ---------------------------------------------------- |
| 1992–1993                      | Cornwall Colts                                       | CJHL                                                 | 55                                                   | 30                                                   | 36                                                   | 66                                                   | 26                                                   | 6                                                    | 0                                                    | 0                                                    | 0                                                    | 0                                                    |                                                      |                                                      |
| 1993–1994                      | Kingston Frontenacs                                  | OHL                                                  | 66                                                   | 17                                                   | 35                                                   | 52                                                   | 23                                                   | 6                                                    | 7                                                    | 2                                                    | 9                                                    | 8                                                    |                                                      |                                                      |
| 1994–1995                      | Kingston Frontenacs                                  | OHL                                                  | 65                                                   | 42                                                   | 53                                                   | 95                                                   | 95                                                   | 6                                                    | 5                                                    | 2                                                    | 7                                                    | 10                                                   |                                                      |                                                      |
| 1995–1996                      | Mighty Ducks of Anaheim                              | NHL                                                  | 45                                                   | 5                                                    | 7                                                    | 12                                                   | 22                                                   | —                                                    | —                                                    | —                                                    | —                                                    | —                                                    |                                                      |                                                      |
|                                | Winnipeg Jets                                        | NHL                                                  | 29                                                   | 2                                                    | 3                                                    | 5                                                    | 12                                                   | 4                                                    | 1                                                    | 0                                                    | 1                                                    | 0                                                    |                                                      |                                                      |
| 1996–1997                      | Phoenix Coyotes                                      | NHL                                                  | 24                                                   | 4                                                    | 3                                                    | 7                                                    | 13                                                   | —                                                    | —                                                    | —                                                    | —                                                    | —                                                    |                                                      |                                                      |
|                                | Springfield Falcons                                  | AHL                                                  | 52                                                   | 17                                                   | 28                                                   | 45                                                   | 36                                                   | 16                                                   | 5                                                    | 7                                                    | 12                                                   | 56                                                   |                                                      |                                                      |
| 1997–1998                      | Phoenix Coyotes                                      | NHL                                                  | 10                                                   | 0                                                    | 1                                                    | 1                                                    | 4                                                    | —                                                    | —                                                    | —                                                    | —                                                    | —                                                    |                                                      |                                                      |
|                                | Springfield Falcons                                  | AHL                                                  | 35                                                   | 14                                                   | 14                                                   | 28                                                   | 33                                                   | —                                                    | —                                                    | —                                                    | —                                                    | —                                                    |                                                      |                                                      |
|                                | Chicago Blackhawks                                   | NHL                                                  | 22                                                   | 3                                                    | 8                                                    | 11                                                   | 6                                                    | —                                                    | —                                                    | —                                                    | —                                                    | —                                                    |                                                      |                                                      |
| 1998–1999                      | Chicago Blackhawks                                   | NHL                                                  | 64                                                   | 14                                                   | 11                                                   | 25                                                   | 30                                                   | —                                                    | —                                                    | —                                                    | —                                                    | —                                                    |                                                      |                                                      |
|                                | Edmonton Oilers                                      | NHL                                                  | 13                                                   | 1                                                    | 1                                                    | 2                                                    | 4                                                    | 4                                                    | 0                                                    | 0                                                    | 0                                                    | 4                                                    |                                                      |                                                      |
| 1999–2000                      | Edmonton Oilers                                      | NHL                                                  | 40                                                   | 3                                                    | 2                                                    | 5                                                    | 18                                                   | 3                                                    | 0                                                    | 0                                                    | 0                                                    | 0                                                    |                                                      |                                                      |
|                                | Hamilton Bulldogs                                    | AHL                                                  | 7                                                    | 4                                                    | 2                                                    | 6                                                    | 4                                                    | —                                                    | —                                                    | —                                                    | —                                                    | —                                                    |                                                      |                                                      |
| 2000–2001                      | Edmonton Oilers                                      | NHL                                                  | 34                                                   | 5                                                    | 2                                                    | 7                                                    | 17                                                   | —                                                    | —                                                    | —                                                    | —                                                    | —                                                    |                                                      |                                                      |
|                                | Montreal Canadiens                                   | NHL                                                  | 43                                                   | 9                                                    | 16                                                   | 25                                                   | 34                                                   | —                                                    | —                                                    | —                                                    | —                                                    | —                                                    |                                                      |                                                      |
| 2001–2002                      | Montreal Canadiens                                   | NHL                                                  | 75                                                   | 8                                                    | 15                                                   | 23                                                   | 27                                                   | 12                                                   | 0                                                    | 1                                                    | 1                                                    | 9                                                    |                                                      |                                                      |
| 2002–2003                      | Montreal Canadiens                                   | NHL                                                  | 60                                                   | 9                                                    | 7                                                    | 16                                                   | 21                                                   | —                                                    | —                                                    | —                                                    | —                                                    | —                                                    |                                                      |                                                      |
| 2003–2004                      | Montreal Canadiens                                   | NHL                                                  | 36                                                   | 2                                                    | 2                                                    | 4                                                    | 14                                                   | —                                                    | —                                                    | —                                                    | —                                                    | —                                                    |                                                      |                                                      |
|                                | Hamilton Bulldogs                                    | AHL                                                  | 2                                                    | 1                                                    | 0                                                    | 1                                                    | 0                                                    | —                                                    | —                                                    | —                                                    | —                                                    | —                                                    |                                                      |                                                      |
|                                | Toronto Maple Leafs                                  | NHL                                                  | 5                                                    | 1                                                    | 1                                                    | 2                                                    | 2                                                    | 13                                                   | 2                                                    | 1                                                    | 3                                                    | 0                                                    |                                                      |                                                      |
| 2004–2005                      | Spelade ej på grund av lockout mellan NHL och NHLPA. | Spelade ej på grund av lockout mellan NHL och NHLPA. | Spelade ej på grund av lockout mellan NHL och NHLPA. | Spelade ej på grund av lockout mellan NHL och NHLPA. | Spelade ej på grund av lockout mellan NHL och NHLPA. | Spelade ej på grund av lockout mellan NHL och NHLPA. | Spelade ej på grund av lockout mellan NHL och NHLPA. | Spelade ej på grund av lockout mellan NHL och NHLPA. | Spelade ej på grund av lockout mellan NHL och NHLPA. | Spelade ej på grund av lockout mellan NHL och NHLPA. | Spelade ej på grund av lockout mellan NHL och NHLPA. | Spelade ej på grund av lockout mellan NHL och NHLPA. | Spelade ej på grund av lockout mellan NHL och NHLPA. | Spelade ej på grund av lockout mellan NHL och NHLPA. |
| 2005–2006                      | Toronto Maple Leafs                                  | NHL                                                  | 79                                                   | 17                                                   | 11                                                   | 28                                                   | 63                                                   | —                                                    | —                                                    | —                                                    | —                                                    | —                                                    |                                                      |                                                      |
| 2006–2007                      | Toronto Maple Leafs                                  | NHL                                                  | 82                                                   | 14                                                   | 14                                                   | 28                                                   | 58                                                   | —                                                    | —                                                    | —                                                    | —                                                    | —                                                    |                                                      |                                                      |
| 2007–2008                      | Toronto Maple Leafs                                  | NHL                                                  | 53                                                   | 10                                                   | 7                                                    | 17                                                   | 18                                                   | —                                                    | —                                                    | —                                                    | —                                                    | —                                                    |                                                      |                                                      |
| NHL totalt                     | NHL totalt                                           | NHL totalt                                           | 714                                                  | 107                                                  | 111                                                  | 218                                                  | 363                                                  | 36                                                   | 3                                                    | 2                                                    | 5                                                    | 13                                                   |                                                      |                                                      |
| AHL totalt                     | AHL totalt                                           | AHL totalt                                           | 96                                                   | 36                                                   | 44                                                   | 80                                                   | 73                                                   | 16                                                   | 5                                                    | 7                                                    | 12                                                   | 56                                                   |                                                      |                                                      |
| OHL totalt                     | OHL totalt                                           | OHL totalt                                           | 131                                                  | 59                                                   | 88                                                   | 147                                                  | 118                                                  | 12                                                   | 12                                                   | 4                                                    | 16                                                   | 18                                                   |                                                      |                                                      |